# Реча (Ясси)
Реча (рум. Recea) — село у повіті Ясси в Румунії. Входить до складу комуни Цибенешть.
Село розташоване на відстані 294 км на північ від Бухареста, 29 км на південний захід від Ясс.

## Населення
За даними перепису населення 2002 року у селі проживали 187 осіб, усі — румуни. Усі жителі села рідною мовою назвали румунську.